# أقسون شوكي
الشُّكَاعَا أو أقسون شوكي أو رأس الشيخ الشوكي أو طوبة أو شُكاعَى شوكية أو فَصّ الحِمار أو شوك الحُمُر (الاسم العلمي: Onopordum acanthium)، نبات مُحْوِل أو معمر
من فصيلة النجمية الأنبوبية الزهر، قوي، كثير الفروع، يعلو من متر إلى مترين وأكثر. ساقه مُجنحة، صوفية الكساء. أوراقه مُفصصة، قطنية الكساء،
شائكة. رؤيساته باهتة اللون الأرجواني قطرها يبلغ 5 سم، فردية، قلافتها شائكة.
مهده أوروبا وأفريقيا الشمالية، منه ضرب تزييني أبيض اللون. يُزهر من تموز إلى أيلول.